# گندم‌زاری با سروها
گندم‌زاری با سروها (به انگلیسی: Wheat Field with Cypresses) نام هریک از سه نقاشی یکسان از سری نقاشی‌های رنگ و روغن گندم‌زارها اثر ونسان ون گوگ است. تمامی این نقاشی‌ها در آسایشگاه روانی پائول مقدس واقع در سن-رمی در نزدیکی آرل در فرانسه به نمایش گذاشته‌ شدند؛ جایی که ون گوگ از مه ۱۸۸۹ تا مه ۱۸۹۰ به‌طور داوطلبانه بستری بود. این آثار از نمای قبال مشاهدهٔ کوه‌های آلپلز از پنجرهٔ آسایشگاه الهام گرفته‌اند.

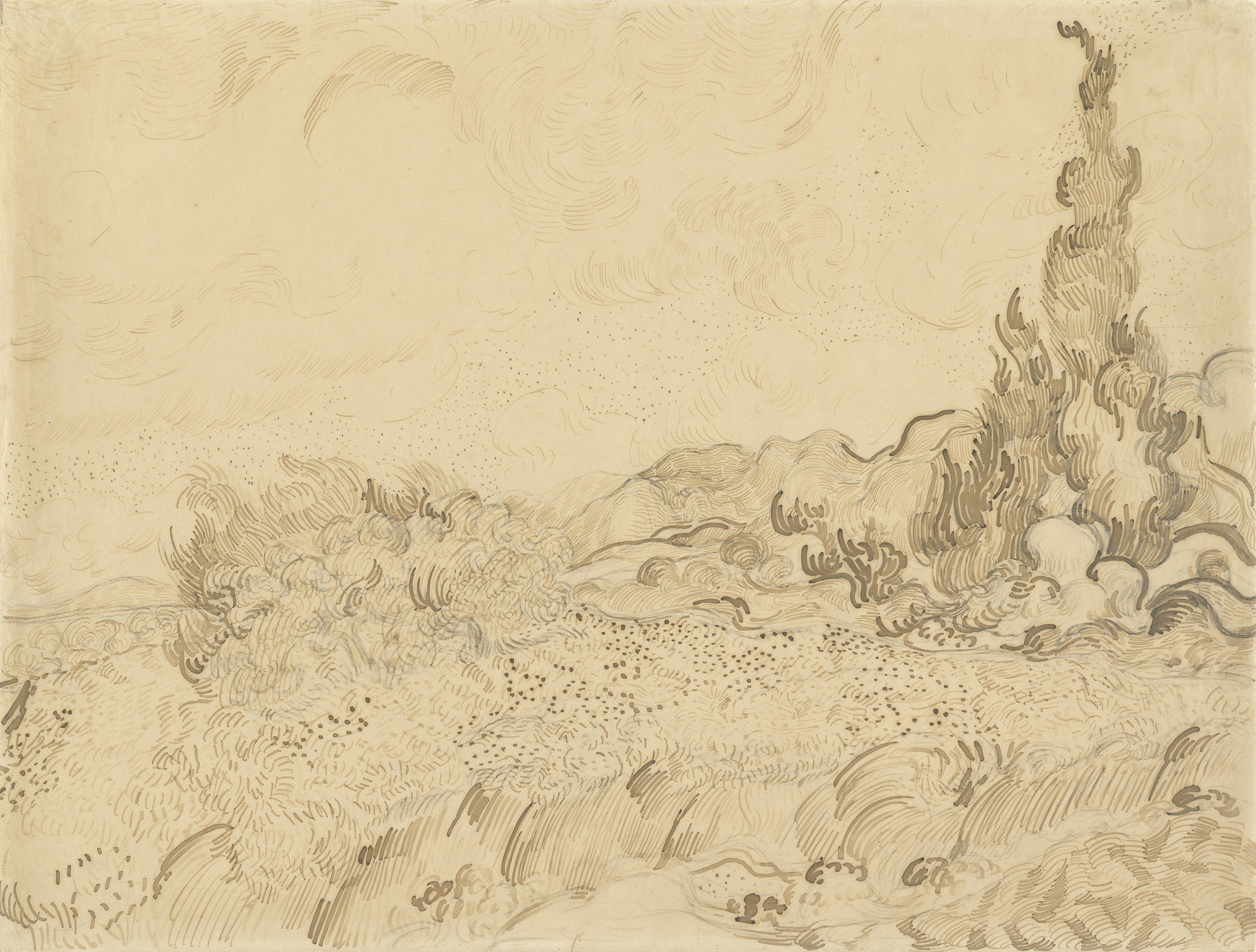
نقاشی قلم‌نی، نگهداری‌شده در موزه ون گوگ در آمستردام (F1538)
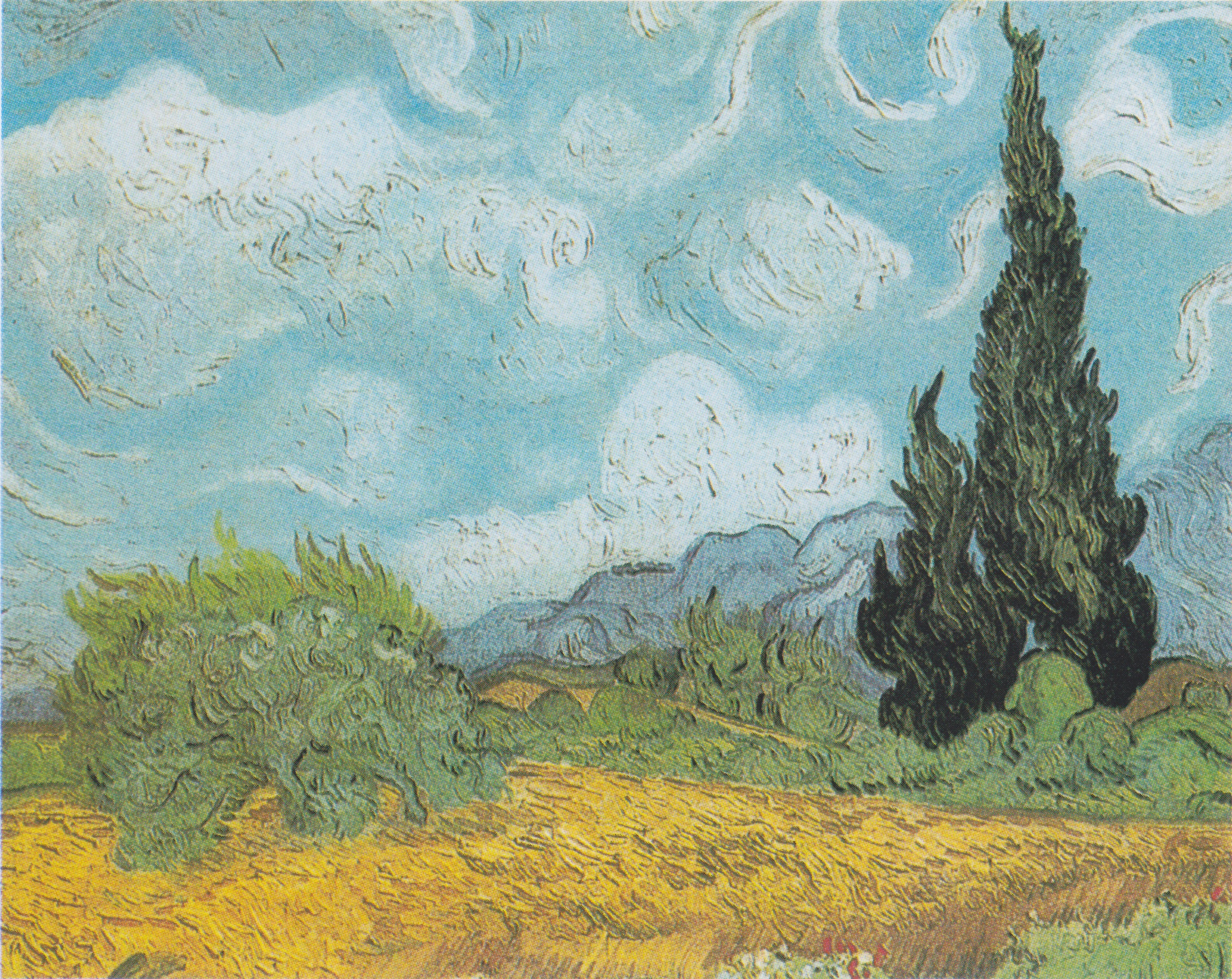
نسخهٔ کوچک در یک مجموعه خصوصی، ۵۱٫۵ سانتیمتر (۲۰٫۳ اینچ) در ۶۵ سانتیمتر (۲۶ اینچ) (F743)، سپتامبر ۱۸۸۹